# 포르모즈 멘디
포르모즈 멘디(프랑스어: Formose Mendy, 2001년 1월 2일 ~ )는 세네갈의 축구 선수이다. 포지션은 수비수이며, 현재 프랑스 리그 1의 클럽인 로리앙에서 활약하고 있다.